# Technische Optik
Technische Optik (auch Optotechnik oder Photonik) ist ein Fachgebiet, das die ingenieurwissenschaftliche Anwendung von Optik umfasst. Die technische Optik verknüpft Elemente der Optischen Messtechnik, der Lasertechnik und der Optik. Wichtige Teilgebiete sind die Mikrooptik, die Lichttechnik und die Faseroptik. Das Fachgebiet zählt zu den Ingenieurwissenschaften, da die konkrete Konstruktion und Herstellung optischer Geräte sowie die Konzeption spezifischer Strahlengänge im Vordergrund stehen. 
Anwendung findet die technische Optik unter anderem in der Projektionstechnik, Holografie und Fotografie sowie in der Spektroskopie.
Ein Optotechniker befasst sich mit der Konzeptionierung, Entwicklung und Herstellung von optischen Systemen. Ein Spezialist zur Bearbeitung optisch wirksamer Flächen wird als Feinoptiker bezeichnet.

## Arbeitsfelder
Das Arbeitsfeld eines Optotechnikers umfasst
- Lichtdesign (Beleuchtungssysteme für Wohn- und Büroräume, …)
- Medizintechnik (Operationsmikroskope, optische Verfahren für die Diagnose und Therapie,…)
- Konsumgüter (Brille, Fotoobjektive, …)
- Kommunikation (optische Datenübertragung, …)
- biologische Analyseverfahren (Mikroskopie, Spektroskopie, …)
- industrielle Anwendungen (optische Messtechnik, Machine Vision, Halbleiter Lithografie, …)
- Lasertechnik (Entwicklung und Anwendung von Lasersystemen, …).

## Kompetenzen des Optotechnikers
Die Aufgabe des Optotechnikers ist, die Eigenschaften des Lichts in der Anwendung nutzbringend einzusetzen. Wesentliche Kompetenzfelder eines Optotechnikers sind:
- Geometrische Optik und Wellenoptik

- Optoelektronik (auch Optronik oder Optotronik bzw. im englischen optoelectronics genannt). Hierbei werden neben den einzelnen optischen und elektronischen Komponenten eines Systems auch die Schnittstelle zwischen elektrischen und optischen Komponenten beherrscht.

- Informatik. Hierunter fällt das sogenannte Optik Design, also die Simulation wie sich Licht in einem optischen System ausbreitet. Auch gehört dazu die Entwicklung von Algorithmen und Software für die Bildverarbeitung (engl. Machine Vision), mit deren Hilfe Informationen aus einem Bild gewonnen werden können (z. B. die Distanz zu einem vorausfahrenden Auto in einem autonom fahrenden Fahrzeug).